# Ник Джонас
Никълъс Джери Джонас (на английски: Nicholas Jerry Jonas), познат още като Ник Джонас, е американски певец.

## Биография
Роден е на 16 септември 1992 г. в Далас, Тексас. Известен е най-вече като член на групата Джонас Брадърс, която сформира заедно с братята си Кевин и Джо. Всичко започва като соло проект на Ник, но когато продуцентът чува песен, написана и изпълнена от тримата, той решава да подпише с тях като група. Ник създава групата Nick Jonas & The Administration, която издава първия си албум през 2010. Той и братята му участват в Camp Rock 2: The Final Jam.

## Музикална кариера

### Соло кариера
Докато участва в Красавицата и Звярът през 2002, Ник пише песента Joy to the world (А Christmas prayer) заедно с баща си. Изпълнява я през 2002 заедно с беквокали от Красавицата и звярът. През семпември 2004 изпълнител на Columbia Records научава за песента на Ник и скоро той подписва с INO Records и Columbia Records. Издава и сингъла Dear God, последван от пускането на ново соло изпълнение на Joy to the world на 16 ноември.
В началото на 2005 новият президент на Columbia Records Стийв Грийнберг прослушва записите на Ник и макар да не харесва самият албум, харесва гласа на Ник. След като се срещат с Ник и чуват песента „Please Be Mine“, написана и изпълнена от Ник и братята му, Daylight/Columbia records решават да подпишат договор с тях като трио.
Ник работи по своя самостоятелен страничен проект, Nick Jonas & The Administration, чийто първи албум, Who I Am, излиза на 2 февруари 2009. Групата се състои от Томи Барбарела на клавирните инструменти, Майкъл Бленд на барабани, Джон Фийлдс на бас китара и Съни Томпсън на китара. Първото турне на групата, Who I Am Tour, започва в Далас, Тексас на 2 януари 2010 и след общо 22 концерта завършва в Бъркли, Калифорния на 30 януари 2010.

### „Jonas Brothers“
Първият албум на Jonas Brothers, It's About Time, излиза на 8 август 2006 в ограничени количества (около 50 000). Columbia Records загубват интерес да продуцират групата и през началото на 2007 тя остава без музикален продуцент.
Едноименният им втори албум, Jonas Brothers, излиза на 7 август 2007 и заема пета позиция в класацията Billboard Hot 200. Има три милиона продадени бройки.
На 12 август 2008 г. излиза третият студиен албум на групата – A Little Bit Longer. Има над два милиона продадени копия.
Четвъртият албум на братята, Lines, Vines and Trying Times, е издаден на 16 юни 2009. Вече е достигнал първо място в класацията на Billboard Top 200 с над 250 000 продадени копия, само 10 месеца след като достигат това първо място и с предния си албум. 

## Актьорство
Кариерата на Ник като актьор започва когато той е на 6 и показва артистичния си талант в една бръснарница, където продуцент си го отбелязва като новата звезда на Бродуей. На 7 младият артист започва участията си на Бродуей. Играе в няколко представления, включително Коледна песен (през 2000 като Тим и малкият Скрудж), Красавицата и звярът (през 2002 като Чип) и Клетниците (през 2003 като Гаврош). След Клетниците участва в Звукът на музиката (като Кърт) в театър „Пейпър Мил“.
На 17 август 2007 Ник и братята му гостуват в епизод на сериала на Disney Channel Хана Монтана. Тази серия излиза наравно с премиерите на Училищен Мюзикъл 2 и Финиъс и Фърб. Чупи всички рекорди за обикновената кабелна телевизия и става най-гледаният епизод на сериал за всички времена с 10,7 милиона гледания по цял свят.
Тримата братя участват в оригиналния филм на Disney Channel Кемп Рок като бандата „Кънект Три“, където Ник изпълнява ролята на Нейт, китарист на групата. Саундтракът на филма излиза на 17 юни 2008.
Кратките серии Джонас Брадърс: Изживей мечтата дебютират по Канал Дисни на 16 май 2008. Те показват живота на братята на турнето им Look Me in the Eyes Tour. Четиримата (заедно с по-малкия брат Франки) участват в оригиналния сериал на Disney Channel Jonas L.A., чийто втори сезон приключва излъчването си по Disney Channel през 2011.
Също през 2011 Ник ще се появи в сериала Mr. Sunshine като Илай Уайт, певец, който настоява всичко да бъде както той го иска преди изпълнението му в Sunshine Center.

### Филмография
| Филми                | Филми                                                     | Филми                   | Филми                                                                              |
| Година               | Филм                                                      | Роля                    | Забележка                                                                          |
| -------------------- | --------------------------------------------------------- | ----------------------- | ---------------------------------------------------------------------------------- |
| 2008                 | Hannah Montana & Miley Cyrus: Best of Both Worlds Concert | Себе си                 | 3D концертен филм                                                                  |
| 2008                 | Camp Rock                                                 | Нейт                    | Телевизионен филм                                                                  |
| 2009                 | Джонас Брадърс: 3D концертът                              | Себе си                 | 3D концертен филм                                                                  |
| 2009                 | Група в автобус                                           | Себе си                 | Риалити DVD                                                                        |
| 2009                 | Нощ в музея 2                                             | Купидон                 | Филм                                                                               |
| 2010                 | Camp Rock 2: The Final Jam                                | Нейт                    | Телевизионен филм                                                                  |
| 2010                 | Клетниците                                                | Мариъс Понтмърси        | Специално DVD и Blu-Ray издание в ограничени количества по случай 25-ата годишнина |
| 2011                 | Jonas Brothers: The Journey                               | Себе си                 | Документален филм                                                                  |
| 2014                 | Careful What You Wish For                                 | Дъг Мартин              | Филм                                                                               |
| Телевизионни сериали |                                                           |                         |                                                                                    |
| Година               | Име                                                       | Роля                    | Забележка                                                                          |
| 2007                 | Хана Монтана                                              | Себе си                 | „Аз и г-н Джонас и г-н Джонас и г-н Джонас“ (Втори сезон, епизод 16)               |
| 2008, 2010           | Джонас Брадърс: Изживей мечтата                           | Себе си                 | Риалити сериал                                                                     |
| 2009 – 2010          | Jonas L.A.                                                | Ник Лукас               | Оригинален сериал на Disney Channel                                                |
| 2011                 | Mr. Sunshine                                              | Илай Уайт               |                                                                                    |
| 2011                 | Last Man Standing                                         | Райън                   | „Last Christmas Standing“ (Сезон 1, Епизод 10)                                     |
| 2012                 | Smash (сериал)                                            | Lyle West               | „The Cost of Art“ (Сезон 1, Епизод 4) and „Bombshell“ (Сезон 1, Епизод 15)         |
| 2013 – 2014          | Хавай 5-0                                                 | Иън Райт                | „Akanahe“ (Сезон 4, Епизод 8).; „O ka Pili'Ohana ka 'Oi“ (Сезон 4, Епизод 22)      |
| 2014                 | Kingdom                                                   | Нейт Хендърсън          |                                                                                    |
| Гостувания           |                                                           |                         |                                                                                    |
| Година               | Име                                                       | Роля                    | Забележка                                                                          |
| 2008                 | Игрите на Disney Channel                                  | Себе си                 | Трето годишно издание                                                              |
| 2008                 | Studio DC: Почти жив                                      | Себе си                 | Второ издание                                                                      |
| 2008                 | Extreme Makeover: Home Edition                            | Себе си                 | „Семейство Ейкърс“ (Шести сезон, епизод 2)                                         |
| 2008                 | Disney Channel's Totally New Year 2008                    | Себе си                 | Специално новогодишно събитие на Disney Channel                                    |
| 2009                 | Saturday Night Live                                       | Себе си                 | Епизод от 14 февруари 2009                                                         |
| 2009                 | The Grammy Nominations Concert Live!                      | Себе си                 | Епизод от 2 декември 2009                                                          |
| 2010                 | На живо с Реджис и Кели                                   | Себе си (Водещ)         | Епизод от 8 януари 2010                                                            |
| 2010                 | Minute to Win It                                          | Себе си                 | Епизод от 12 май 2010                                                              |
| 2010                 | I Get That a Lot                                          | Себе си                 | Епизод от 19 май 2010                                                              |
| 2010                 | Extreme Makeover: Home Edition                            | Себе си                 | „Семейство Хийткок“ (Седми сезон, епизод 17)                                       |
| 2011                 | Шоуто на Рейчъл Рей                                       | Себе си                 | Епизод от 15 февруари 2011                                                         |
| 2012                 | Empire Girls: Julissa and Adrienne                        | Себе си                 |                                                                                    |
| 2013                 | Miss USA 2013                                             | Себе си (Водещ)         |                                                                                    |
| Мюзикъли             |                                                           |                         |                                                                                    |
| Година               | Заглавие                                                  | Роля                    | Забележки                                                                          |
| 2000                 | Коледна песен                                             | Малкия Тим, Скрудж на 8 |                                                                                    |
| 2001                 | Annie Get Your Gun                                        | Малкия Джейк            |                                                                                    |
| 2002                 | Красавицата и звяра                                       | Чип                     |                                                                                    |
| 2003                 | Клетниците                                                | Гаврош                  |                                                                                    |
| 2003                 | The Sound of Music                                        | Кърт                    |                                                                                    |
| 2010                 | Клетниците                                                | Мариус Понтмърси        |                                                                                    |
| 2011                 | Hairspray                                                 | Линк Ларкин             | 5 август 2011 – 7 август 2011 г.                                                   |
| 2012                 | How to Succeed In Business Without Really Trying          | Джей Пиърпойнт Финч     | 24 януари 2012 – 1 юли 2012 г.                                                     |

## Дискография

### Соло албуми
| Година | Изпълнител                        | Албум                  |
| ------ | --------------------------------- | ---------------------- |
| 2004   | Ник Джонас                        | Nicholas Jonas (албум) |
| 2010   | Nick Jonas and the Administration | Who I Am               |
| 2014   | Ник Джонас                        | Nick Jonas (албум)     |

### Сингли
- Dear God (2004)
- Joy To The World (A Christmas Prayer) (2004)
- We Are The World 25 for Haiti (2010)
- Introducing Me (2010)
- Haven't Met You Yet (с участието наSmash cast) (2012)
- I Never Met A Wolf Who Didn't Love To Howe (с участието наSmash Cast) (2012)
- Chains (2014)
- Jealous (2014)
- Numb (с участието наAngel Haze) (2014)
- Teacher (2014)
- Wilderness (2014)
- Levels (2015)
- Good Thing (с участието наSage The Gemini) (2015)
- Area Code (2015)
- Close (с участието наTove Lo) (2016)
- Bacon (с участието наTy Dolla $ign) (2016)
- Champagne Problems (2016)
- Chainsaw (2016)
- Under You (2016)
- Voodoo (2016)
- Remember I Told You (с участието наAnne-Marie and Mike Posner) (2017)
- Bom Bidi Bom (с участието наNicki Minaj) (2017)
- Say All You Want For Christmas (с участието наShania Twain) (2017)
- Find You (2017)
- Home (2017)

## Награди и номинации
| Година | Име                                 | Награда                                            | Номиниран проект                | Резултат  |
| ------ | ----------------------------------- | -------------------------------------------------- | ------------------------------- | --------- |
| 2009   | Los Premios MTV Latinoamérica       | „Best Fashionista (Най-модерно обличащ се)“        | Ник Джонас                      | Спечелена |
| 2010   | Nickelodeon Kids' Choice Awards     | „Любим телевизионен актьор“                        | Ник Джонас                      | Номиниран |
| 2010   | Teen Choice Awards 2010             | Choice Music: Любовна песен                        | „Stay“                          | Номиниран |
| 2010   | Teen Choice Awards 2010             | Новопробил изпълнител: Мъж                         | Nick Jonas & The Administration | Номиниран |
| 2010   | J-14 Teen Icon Awards 2010          | Знаменит телевизионен актьор                       | Ник Джонас, Jonas L.A           | Спечелена |
| 2010   | J-14 Teen Icon Awards 2010          | Знаменита звезда – мъже                            | Ник Джонас                      | Номиниран |
| 2010   | J-14 Teen Icon Awards 2010          | Знаменитост на годината                            | Ник Джонас                      | Номиниран |
| 2011   | Nickelodeon Kids' Choice Awards     | „Любим телевизионен актьор“                        | Ник Джонас                      | Номиниран |
| 2011   | J-14 Teen Icon Awards 2011          | Знаменита двойка за 2011                           | Ник Джонас и Делта Гудрем       | Номиниран |
| 2011   | J-14 Teen Icon Awards 2011          | Знаменита звезда – мъже                            | Ник Джонас                      | Номиниран |
| 2011   | J-14 Teen Icon Awards 2011          | Iconic Triple Threat[Acting, singing, and dancing] | Ник Джонас                      | Номиниран |
| 2011   | DRLC                                | DREAM Award                                        | Ник Джонас                      | Номиниран |
| 2012   | Broadway.com Audience Choice Awards | „Любим заместник“                                  | Ник Джонас                      | Номиниран |
| 2012   | Z100 Z Boy Band Awards 2012         | The Justin Timberlake Biggest Breakout Star        | Ник Джонас                      | Спечелена |
| 2012   | Broadway Beacon Awards 2012         | „За приносът му към театралната общност“           | Ник Джонас                      | Спечелена |
| 2012   | J-14 Teen Icon Awards 2012          | Iconic Triple Threat[Acting, singing, and dancing  | Ник Джонас                      | Номиниран |
| 2012   | J-14 Teen Icon Awards 2012          | Знаменит избор на редактора                        | Ник Джонас                      | Номиниран |
| 2013   | 2013 Teen Choice Awards             | „Acuvue Inspire Award“                             | Ник Джонас                      | Спечелена |
| 2014   | Young Hollywood Awards              | Coolest Crossover Artist                           | Ник Джонас                      | Спечелена |

## Турнета
| Име                                 | Албум                                                                   | Период                       | Брой концерти | Тип                           |
| ----------------------------------- | ----------------------------------------------------------------------- | ---------------------------- | ------------- | ----------------------------- |
| Jonas Brothers Fall 2005 Promo Tour | It's About Time                                                         | 5 ноември – 17 декември 2005 | 16            | Национално (в рамките на САЩ) |
| Jonas Brothers American Club Tour   | It's About Time                                                         | 28 януари – 3 март 2006      | 26            | Национално                    |
| Marvelous Party Tour                | Jonas Brothers                                                          | 25 юни – 21 октомври 2007    | 46            | Национално                    |
| Look Me in the Eyes Tour            | Jonas Brothers                                                          | 31 януари – 22 март 2008     | 39            | Национално                    |
| Burnin' Up Tour                     | Jonas Brothers и A Little Bit Longer                                    | 4 юли – 5 септември 2008     | 49            | Национално                    |
| Jonas Brothers World Tour 2009      | Lines, Vines and Trying Times                                           | 19 май – 23 декември 2009    | 100           | Световно                      |
| Jonas Brothers World Tour 2010      | Lines, Vines and Trying Times и Here We Go Again (албум на Деми Ловато) | 7 август – 9 ноември 2010    | 42 (обявени)  | Световно                      |

### Nick Jonas & The Administration турне
През януари 2010 Nick Jonas & The Administration започват турне, за да рекламират новия си албум. Като изключим други гостувания, това е първото самостоятелно турне на Ник без братята му Кевин и Джо.

## Личен живот
Ник Джонас е роден в Далас, Тексас и отгледан в Ню Джързи като син на Денис, бивша учителка на езика на глухонемите и певица, и Пол Кевин Джонас Старши, музикант, автор на песни и бивш Евангелистки служител. Ник е третият син в семейството. Тримата братя са обучавани вкъщи от майка си.
На 13 Ник е диагностициран с диабет и носи специална помпа, която му помага да се справя с него. Има собствена организация, наречена „Промяна за Децата“ (Change for the Children Foundation), която си партнира с пет други благотворителни организации. Целта им е да наберат достатъчно средства и да осведомят децата как да се справят с диабета, подпомагайки ги.
Ник излиза с Майли Сайръс през 2005 – 2007 г., но се разделят.
Ник се сгодява за Приянка Чопра на 18 август 2018 г. (в индийски стил).